# Myosorex okuensis
Myosorex okuensis је сисар из реда Eulipotyphla и породице ровчица (лат. Soricidae). 

## Распрострањење
Камерун је једино познато природно станиште врсте.

## Станиште
Врста Myosorex okuensis има станиште на копну.
Врста је по висини распрострањена до 2.300 метара надморске висине. 

## Угроженост
Ова врста се сматра угроженом.

### Популациони тренд
Популација ове врсте се смањује, судећи по расположивим подацима.